# Raab (Fluss)
Die Raab (ungarisch Rába, slowakisch Rába, slowenisch Raba; lateinisch Arrabo) ist ein rechtsufriger Zufluss zur Donau mit einer Gesamtlänge von 250 km.

## Name
In den antiken Quellen wird der Fluss Arrabōn (Arábōn) oder Arrabo genannt. Der ursprüngliche Name dürfte *Rabonā gelautet haben und dann in der Antike in Anlehnung an lateinisch-griechisch arrabōn- „Handgeld, Unterpfand“ umgedeutet worden sein. Er leitet sich vermutlich vom indogermanischen Verb *rebʰ- „sich (heftig) bewegen“ ab.

## Lauf und Landschaft
Der Fluss entspringt im Grazer Bergland am Fuße des Ossers in der Gemeinde Passail (im Gebiet der Teichalm) in der Steiermark und fließt zunächst in südöstliche, dann in östliche Richtung. Zwischen Arzberg und Oberdorf fließt die Raab durch die Raabklamm, die längste Klamm Österreichs. Zu ihren Nebenflüssen zählen der Weizbach, die Lafnitz, die Pinka, die Güns und die Marcal.
Steirische Orte am Lauf der Raab sind Hohenau an der Raab, Passail, Sankt Ruprecht, Gleisdorf, Feldbach, Fehring und Hohenbrugg. Die Raab fließt ein kurzes Stück durch das südliche Burgenland und überquert zwischen Jennersdorf und Szentgotthárd die Grenze zu Ungarn. Bei Mogersdorf bildet die Raab auf zwei kurzen Abschnitten die Staatsgrenze. Bei Csákánydoroszló, etwas östlich der Grenze, ändert der Fluss seine Richtung und fließt von hier bis zur Mündung nach Nordosten. Die Raab fließt an Sárvár vorbei und mündet in Győr in die Mosoni Duna (Moson-Donau oder Kleine Donau), einen rechtsseitigen Seitenarm der Donau.

## Wirtschaft

### Stromerzeugung
In der Steiermark wird die Raab in zahlreichen Kleinwasserkraftwerken zur Stromerzeugung genutzt. Im Burgenland befindet sich nur ein Kleinkraftwerk.

### Tourismus
Im Burgenland und in Ungarn werden Kanu- oder Schlauchbootfahrten auf der Raab angeboten.

## „Schäumende Raab“
Die verstärkte Schaumbildung auf der Raab, die vor allem auf die Einleitung von chemisch gereinigten Abwässern zweier Lederfabriken in der Steiermark und im Burgenland sowie auf die Geothermie Fürstenfeld zurückgeführt wird, sorgt immer wieder für Streitigkeiten zwischen Österreich und Ungarn. Im Mai 2007 war in den Medien erneut Aufregung aus Ungarn über die schäumende Raab zu bemerken. Greenpeace hatte Grenzwertüberschreitungen u. a. bei Tensiden, Eisen und Phosphat festgestellt, dennoch blieben österreichische Behörden lange Zeit untätig, mit dem Hinweis darauf, dass Grenzwerte eingehalten würden oder dass andere Behörden zuständig seien.
Nachdem die ungarische Umweltorganisation Pronas Anfang Juni 2007 zum Boykott von österreichischem Bier – mit der Anmerkung, dass dies genau so schäumt wie die Raab – und wenig später zum Boykott österreichischer Produkte generell aufrief und weitere Protestaktionen ankündigte, bekam die Angelegenheit wieder mehr mediale Aufmerksamkeit und schließlich drohten ungarische Politiker damit, Österreich bei der EU wegen der grenzüberschreitenden Umweltverschmutzung zu verklagen.
Der österreichische Umweltminister Josef Pröll und sein ungarischer Amtskollege Gábor Fodor trafen sich am 26. Juni 2007 und unterzeichneten ein Aktionsprogramm, wonach Österreich die Umweltauflagen für Gerbereien verschärfen, neue Grenzwerte für u. a. Chlorid festlegen und intensivere Kontrollen durchführen werde. Zudem sollte die Geothermie Fürstenfeld bis 2009 geschlossen und durch ein Biomassekraftwerk ersetzt werden.
Im Oktober 2010 wurde die Raab nach dem Kolontár-Dammbruch über den Zubringerfluss Marcal mit ätzendem Rotschlamm verunreinigt.
Seither wird in einem wissenschaftlich begleiteten Projekt der Fluss saniert und die Wasserqualität laufend verbessert.